# Katharina van Kleef

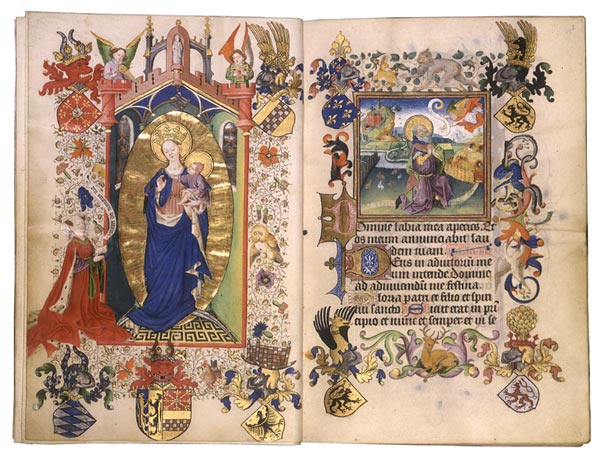
Katharina knielt voor Maria en Jezus. Het wapen van Katharina en haar man staat onderaan in het midden. De wapens van haar voorouders zijn te vinden in beide hoeken.
(Pagina uit het getijdenboek van Katharina.)

Katharina van Kleef (Zwanenburcht te Kleef, 25 mei 1417 – Lobith, 20 februari 1476) was de vrouw van Arnold van Egmont, hertog van Gelre. Zij was een dochter van Adolf IV van Kleef-Mark en Maria van Bourgondië. Zij was een nicht van Filips de Goede.

## Leven
Op dertienjarige leeftijd trouwde Katharina met Arnold. In de machtsstrijd die uitbrak tussen haar man en haar zoon, Adolf van Egmont, koos Katharina de zijde van haar zoon. Met medeweten van Katharina werd haar man vastgezet door haar zoon. 
Katharina en haar man woonden niet op een vaste plaats. 
Tot haar favoriete verblijfplaatsen behoorden het Valkhof in Nijmegen (de Sint-Nicolaaskapel), Kasteel Rosendael in Rozendaal en het kasteel van Lobith.

## Kinderen
Katharina en Arnold kregen de volgende kinderen:
- Maria (Grave, 1431 – Roxburgh Castle, Edinburgh 1463), huwde met Jacobus II van Schotland[4][5]
- Willem (* 1434, † jong)[4]
- Margaretha (1436 – Simmern, 2 november 1486), huwde op 16 augustus 1454 te Lobith met Frederik I van Palts-Simmern (24 april 1417 – Simmern, 2 november 1480)[4][6]
- Adolf (Grave, 1439 – Doornik, 1477), hertog van Gelre 1465–1471 en 1473–1477[7]
- Catharina van Gelre (1439–1497), regentes van Gelre 1477-1481; huwde vermoedelijk Lodewijk van Bourbon (ca. 1436 – Wez (bij Luik) 30 augustus 1482), prins-bisschop van Luik[4][8]

## Getijdenboek
Van 10 oktober 2009 tot en met 3 januari 2010 was in Museum Het Valkhof in Nijmegen een tentoonstelling over het Getijdenboek van Katharina van Kleef en 'de wereld van Katherina'.